# Kašira
Kašira (rusky Каши́ра) je město v Moskevské oblasti v Ruské federaci. Při sčítání lidu v roce 2010 mělo bezmála dvaačtyřicet tisíc obyvatel.

## Poloha
Kašira leží pravém, jižním břehu řeky Oky v jižní části Moskevské oblasti. Od Moskvy je vzdálena 115 kilometrů na jihovýchod.

## Doprava
Východně od Kaširy vede dálnice M4 z Moskvy do Novorossijsku. Na severovýchodě Kaširy je nádraží, odkud je přímé spojení do Moskvy na Pavelecké nádraží.

## Dějiny
První zmínka o Kašiře je z roku 1356, kdy je zmíněna pod názvem Košira (Кошира).
Koncem 15. století byla Kašira hraničním městem na jižní hranici Moskevského velkoknížectví a v roce 1480 ho nechal Ivan III. zapálit před postupujícími Tatary. Koncem 16. století Kaširu opakovaně napadli Krymští Tataři. V roce 1620 byla Kašira přesunuta z levého na pravý břeh Oky; tento rok se někdy pokládá za rok založení současné Kaširy.
V roce 1777 byla Kašira povýšena na město, v roce 1900 byla do města přivedena železnice.